# Lebrel escocés
El Deerhound o Lebrel Escocés, es un perro de caza tradicional originario de las Tierras Altas de Escocia que aparece también en los retratos antiguos, durmiendo a los pies de grandes señores. Cuando se puso de moda cazar ciervos con escopeta, esta raza estuvo a punto de desaparecer, pero el entusiasmo de sus criadores ha logrado que este aristócrata canino sobreviva hasta nuestros días.

## Descripción general
Aunque le sobra fuerza para abatir a un ciervo, sus modales suaves y delicados hacen de él un perro perfecto de compañía, que requiere de mucho ejercicio físico. Sumamente tierno, afectuoso, leal y entregado, pero se necesita vigilarlo estrechamente siempre que haya ganado cerca, es difícil encontrar otros defectos en su carácter.

## Aspecto físico
El manto debe ser áspero al tacto y con aspecto más bien desaliñado. Ojos oscuros, con reborde negro en los párpados. Orejas implantadas altas, replegadas hacia atrás y, a diferencia del resto del manto, brillantes y suaves al tacto. Pecho profundo, lomo bien arqueado, riñón caído hacia la cola. Ésta debe ser larga, estrechándose progresivamente hacia la punta y debe aparecer curvada mientras el perro esté en movimiento. Pies compactos, con los nudillos bien marcados.